# سینمای جیبوتی

بازی کثیف محصول ۱۹۶۵ با بازی هنری فوندا، رابرت رایان و ویتوریو گاسمن. اولین فیلم تولید شده در خاک جیبوتی.

سینمای جیبوتی به صنعت فیلم‌سازی در این کشور اشاره دارد که با توجه به شرایط سیاسی و اقتصادی جیبوتی دارای روند بسیار محدود و کندی است. در اوایل دهه ۱۹۲۰ سینما به جیبوتی وارد شد و اولین سالن‌های محلی در شهر جیبوتی ایجاد شدند. عمده فیلم‌های نمایش داده شده در این مقطع به زبان فرانسه بود. سالن‌های نمایش فیلم به مکانی تبدیل شدند که ساکنان محلی می‌توانستند در فضایی آرام به تماشای فیلم بپردازند.
سینما عدن در ۱۹۳۴ اولین سالن مدرن در جیبوتی بود که افتتاح شد. پس از آن سینما الیمپیا در ۱۹۳۹ تأسیس گردید. در طول دهه ۶۰ تا ۷۰، پایتخت جیبوتی دارای پنج سالن سینما بود که در هر منطقه یک سالن سینما وجود داشت. در سال ۱۹۶۵ سینما پاریس و در سال ۱۹۷۵ سینما الهلال بنا گردید.
بعد از استقلال جیبوتی از فرانسه در سال ۱۹۷۷ تلاش‌هایی برای ساخت آثار بومی کمابیش در شرف شکل‌گیری بود. جیبوتی کشور تقریباً فقیری است و درآمد سرانه ملی آن به ۱۴۰۰ دلار در سال می‌رسد. از سوی دیگر، حدود ۵۰ درصد از جمعیت این سرزمین، زیر خط فقر زندگی می‌کنند و نرخ بالای بیکاری (۴۰ تا ۵۰ درصد) بزرگترین مشکل اقتصادی جیبوتی به‌شمار می‌رود. از این منظر کمبود سرمایه برای کارهای فرهنگی همیشه مشکل اصلی بوده‌است. سینمای جیبوتی بازیگر و عوامل حرفه‌ای ندارد.
تنها اثر قابل ارائه این کشور برتا جینکا ساخته جی بورگ است که در سال ۱۹۷۲ در خاک سومالی ساخته شد. شورش‌ها و جنگ داخلی و همچنین نابسامانی اقتصادی باعث شد که سالن‌های سینما تعطیل شوند. در دهه ۱۹۹۰ سینما المپیا از قدیمی‌ترین سالن‌های سینما در این کشور تعطیل و متروک شد.
بازی کثیف (۱۹۶۵)، کار نیکو (۱۹۹۹) و مداخله (۲۰۱۹) از جمله فیلم‌هایی هستند که برخی از سکانس‌های آن‌ها در خاک جیبوتی فیلمبرداری شده‌است.